# Gebäude Engeldamm 62–64

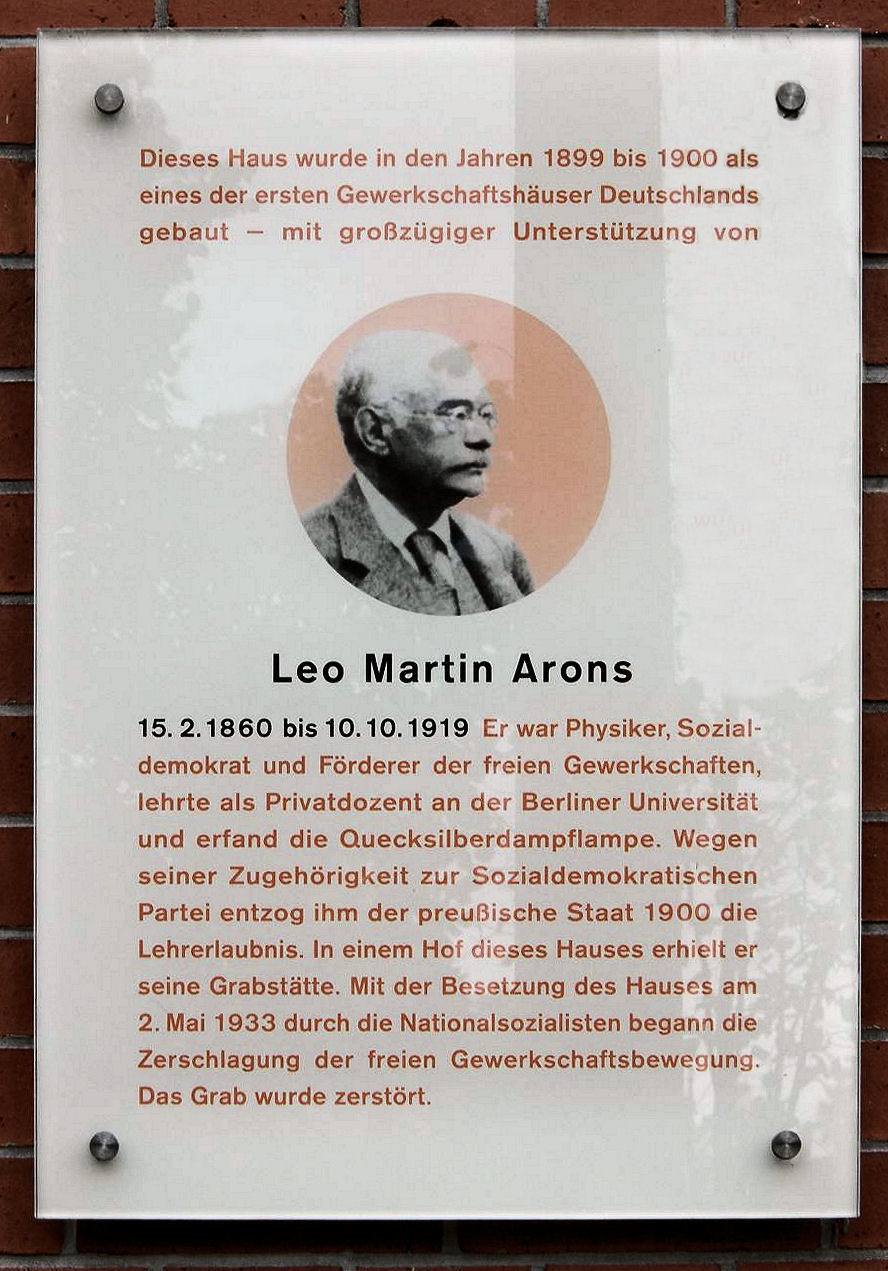
Gedenktafel am Haus, Engeldamm 62–64, in Berlin-Mitte

Das Gebäude Engeldamm 62–64 in Berlin-Mitte wurde im Jahr 1900 als erstes Gewerkschaftshaus Deutschlands eröffnet. Architekten des Hauses waren Konrad Reimer und Friedrich Körte. Das Bauwerk ist ein gelistetes Baudenkmal und wird nach Umbau seit Anfang der 2000er Jahre als Wohn- und Gewerbeobjekt genutzt.

## Geschichte

### Gewerkschaftssitz und Krankenhaus
Das enorme Wachstum der Industrie gegen Ende des 19. Jahrhunderts auch in Berlin führte zur Gründung von Gewerkschaften als Interessenvertretungen der Arbeiter und Handwerker. Diese Interessenvertretungen benötigten Verwaltungseinrichtungen. Das hier beschriebene Gewerkschaftshaus wurde im Auftrag der Gewerkschaftshaus GmbH für die 92 nicht in Zentralgewerkschaften organisierten Berliner freigewerkschaftlichen Einzelverbände als Verwaltungs- und Tagungsstätte errichtet. Es enthielt darüber hinaus Gästezimmer, Küchen, eine Badeanstalt und Obdachlosenquartiere. Beratungsstellen und der zentrale Arbeitsnachweis waren hier ebenfalls untergebracht. Der Komplex wurde 1899 bis 1900 am Engelufer 15 errichtet. Zuvor hatte die Gewerkschaftshaus GmbH ihren Sitz in der Invalidenstraße 118. Der Bau wurde wesentlich von Leo Arons initiiert und finanziert, an den neben der Toreinfahrt am Gebäude eine Tafel erinnert. Im Februar 1899 wurde ein Vertrag über die Verpachtung und Ausstattung der Säle und des Restaurants mit der Schultheiß-Brauerei abgeschlossen. 1907 erfolgte dann auch noch der Einbau einer Stehbierhalle im Erdgeschoss.

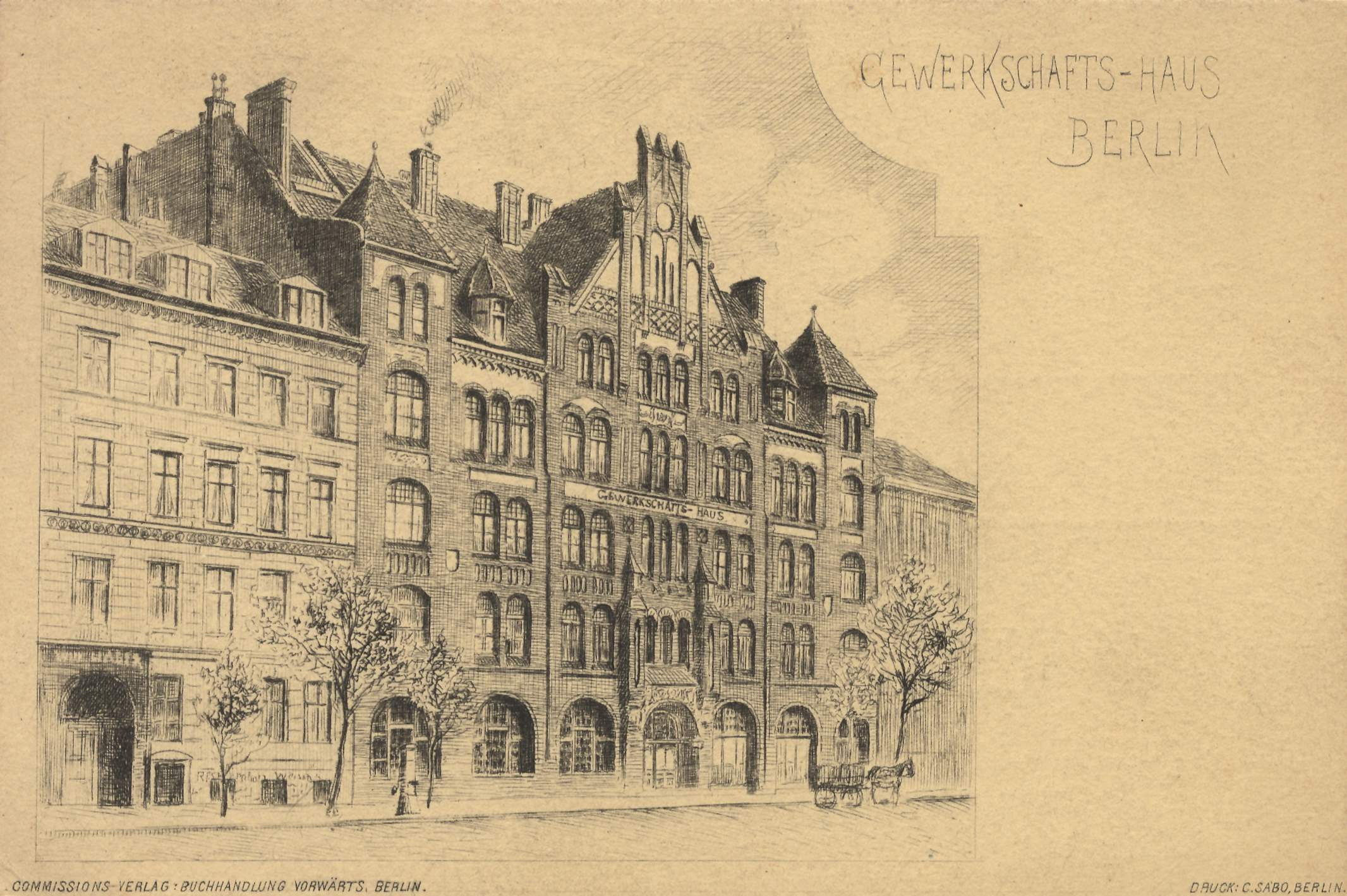
Gewerkschaftshaus anno 1900

Einige Jahre später erfolgte ein Anbau entlang des Engelufers, für den ein einfaches vierstöckiges Wohnhaus abgetragen wurde. Der Anbau, im März 1907 eingeweiht, im angepassten Baustil mit Rundbogentoren und -fenstern erhielt ebenfalls eine unverputzte Backsteinfassade, eine dreiachsige Gliederung und eine Etage mehr. Damit konnten weitere Einzelgewerkschaften und andere Organisationen zum Engelufer umziehen wie der Arbeitsnachweis für alle Metallberufe (umgezogen von der Charitéstraße), der Kranken- und Unterstützungsbund der Schneider und weitere. Offenbar bot das Haus auch Dienstwohnungen für Geschäftsführer, einen Maschinisten und einen Kaufmann.
Laut Berliner Adressbuch befanden sich im Jahr 1917 in dem Gebäudeensemble, das aus dem Hauptgebäude, zwei Seitenflügeln und zwei Quergebäuden bestand, folgende Nutzer:
das Zentral-Arbeiter-Sekretariat, die Berliner Gewerkschafts-Kommission, die Generalkommission der Gewerkschaften Deutschlands, der Hauptvorstand der Verbände der Friseure und Kupferschmiede, der Internationale Gewerkschaftsbund, die Redaktionen verschiedener Gewerkschaftszeitungen, der Verband und Arbeitskräftenachweis für rund 20 Gewerke (von Asphalteuren bis zu Töpfern und Zimmerern). Weiterhin gab es hier die Zentralkrankenkasse der Buchbinder, eine Zigarrenfabrikation und eine Verlags-Buchhandlung.
Im Ersten Weltkrieg soll das Gebäude als Notkrankenhaus gedient haben, was sich jedoch nicht im Adressbuch niederschlug. Danach zogen wieder Gewerkschaftsverwaltungen und Organisationen hier ein. Wegen weiterer Bauten entlang des Engelufers erfolgte durch die Berliner Verwaltung eine Neunummerierung aller Parzellen, das Gewerkschaftshaus trug nun die Adresse Engelufer 24/25, die Nutzer hatten sich nicht wesentlich geändert.
Der Initiator des Gewerkschaftshauses Martin Leo Arons wurde nach seinem Tod im Jahr 1919 auf dem Hof des Hauses beigesetzt. Nach der Machtergreifung durch die Nationalsozialisten und infolge der Besetzung des Hauses im Mai 1933 wurde die Grabstätte eingeebnet, weil Arons Sozialdemokrat, Förderer der Gewerkschaftsbewegung und Jude gewesen war.
Im Jahr 1930 werden für den Gebäudekomplex folgende Nutzer angegeben: Afa-Ortskartell des Angestelltenbundes (Ortskartell Berlin), Berliner Gewerkschaftsschule, Deutscher Baugewerksbund, Deutscher Verkehrsbund, Gauwaltung des Fabrikarbeiter-Verbandes, Zentrale der Freigewerkschaftlichen Jugend, das „Kewag“ (Kesselreinigunginstitut der Verlagsgesellschaft Deutscher Maschinisten und Heizer) sowie der Ortsausschuss des ADGB. Das Haus selbst stand Gewerkschaftsmitgliedern auch als Herberge zur Verfügung.
Nach der Zerschlagung der Gewerkschaften im Jahr 1933 nutzten unter anderem die Deutsche Arbeitsfront (DAF) Rechtsauskunft sowie die NS-Kriegsopfer Ortsgruppe Luisenstadt das Haus.
Seit um 1934 hieß das Gebäude „Haus der deutschen Arbeit“.
Ab 1936 befand sich das ehemalige Gewerkschaftshaus im Besitz der „Verbandshaus-GmbH“, darin gab es nun das Zentralbüro der Deutschen Arbeitsfront mit dem Gau Ausland, die Kriegsopfer-Ortsgruppe sowie 10 „Reichsbetriebsgemeinschaften“ (die Gewerkschaften waren in dieser Zeit verboten; diese Gemeinschaften reichten von Banken und Versicherungen über Bau, Druck bis zur Gemeinschaft Verkehr und öffentliche Betriebe).
Die Straße Engelufer erhielt im Jahr 1937 den Namen Engeldamm, die Parzellen und Gebäude bekamen wiederum neue Hausnummern. Das Gewerkschaftsensemble trägt seitdem die Adresse Engeldamm 62–64.
Im Jahr 1940 war die Vermögensverwaltung der Deutschen Arbeitsfront (DAF) Eigentümer des Hauses, darin untergebracht waren außerdem das Arbeitswissenschaftliche Institut der DAF und die Gauwaltung Berlin. So blieb es offiziell bis zum Jahr 1943 (letztes Jahr der digital verfügbaren Berliner Adressbücher).
Während des Zweiten Weltkriegs dienten Teile des Gebäudes noch einmal als Notkrankenhaus. Das erste Quergebäude wurde gegen Ende des Krieges stark beschädigt und später beseitigt.
Von Mitte 1945 an, als viele öffentliche Gebäude und Teile der Charité im Berliner Stadtzentrum durch den Krieg zerstört waren, betrieb der Berliner Magistrat das Haus offiziell als Städtisches Krankenhaus Berlin-Mitte.
Im Jahr 1965 wurde Heinz Sokolowski nach Schussverletzungen bei einem Fluchtversuch über die Berliner Mauer zu diesem Krankenhaus transportiert, verstarb aber auf dem Weg dorthin. Das Gebäude blieb bis zur deutschen Wiedervereinigung im Jahr 1990 Krankenhaus. Danach übernahmen andere medizinische Einrichtungen im Bezirk Mitte die Versorgung der Bevölkerung.

### Nachnutzungen
Nach 1990 zog das Institut für Tropenmedizin Berlin hier ein und blieb bis 1997. Seitdem befindet sich diese Senatseinrichtung am Charitéplatz 1 in der Charité. Das denkmalgeschützte Gebäude am Engeldamm wurde danach durch den Liegenschaftsfonds an die Konzept Bau GmbH, München verkauft. Sie ließ durch die Architektur- und Ingenieurgesellschaft kba Berlin Entwürfe und Umbauarbeiten durchführen. So entstanden bis zum Jahr 2000 hochwertige Eigentumswohnungen und auf der Hofseite ein Anbau für Gewerbenutzungen. Unter dem Innenhof wurde eine Tiefgarage mit 53 Stellplätzen eingerichtet.

## Architektur
Der Komplex ist ein unverputztes Backsteinensemble mit einigen neogotischen Fassadenelementen wie Rundbogenfenster, Pilaster mit Ziertürmchen, Staffelgiebel. Das fünfetagige siebenachsige Hauptgebäude mit zwei Seitenflügeln und Quergebäuden wird durch bandförmige weiße Putzstreifen waagerecht gegliedert. Der dreiachsige Anbau aus dem Jahr 1907 ist durch seine Gestaltung deutlich vom ursprünglichen Baukörper abgesetzt, sowohl was die Fassade als auch was die Fenster und Bauhöhen betrifft. Sehr wahrscheinlich wurde dieser Seitenflügel von den gleichen Architekten geplant und ausgeführt.
Auf dem weißen Putzband zwischen der dritten und vierten Etage des ersten völlig symmetrischen Gebäudes befand sich ursprünglich der Schriftzug „Gewerkschaftshaus“.
Ein Relief oberhalb des Torbogens, ausgeführt in Sandstein, zeigt zwei leere Wappenschilde, die durch eine Blumengirlande verbunden sind.
Wegen seiner ineinandergeschachtelten Bauwerksteile und der Entlehnung von Gestaltungselementen der norddeutschen Backsteingotik nannte der erste Geschäftsführer des Gewerkschaftshauses, Johannes Sassenbach, den Komplex auch „Rote Burg“.
Das auf dem Hof 1999/2000 neu erbaute Quergebäude nimmt die Fassadengestaltung mit Backsteinen auf, ansonsten ist es in modernen Formen gehalten. Bemerkenswert sind die abgetreppten über die gesamte Hausbreite laufenden Südbalkons.
Im Erdgeschoss des Gewerkschaftshauses gab es einen Großen Saal mit Kreuzrippengewölbe, der als Speiseraum oder zu Versammlungen genutzt wurde.